# Фердинан, Марселино
Марселино Фердинан (индон. Marselino Ferdinan; род. 9 сентября 2004, Джакарта) — индонезийский футболист, атакующий полузащитник английского клуба «Оксфорд Юнайтед» и сборной Индонезии.

## Клубная карьера
Уроженец Джакарты, Фердинан является воспитанником клуба «Персебая». 11 сентября 2021 года дебютировал в основном составе «Персебаи» в матче индонезийской Лиги 1 против клуба «Персикабо 1973». В возрасте 17 лет и 2 дней стал самым молодым игроком в истории клуба «Персебая».
1 февраля 2023 года подписал контракт сроком на 1,5 года с бельгийским клубом «Дейнзе» из Челленджер Про Лиги.
19 августа 2024 года Фердинан подписал двухлетний контракт с английским клубом «Оксфорд Юнайтед» из Чемпионшипа.

## Карьера в сборной
Выступал за сборные Индонезии до 15, до 20 и до 23 лет. Летом 2019 года помог своей команде занять третье место на чемпионате АСЕАН среди игроков до 15 лет. На турнире забил 5 голов.
В 2022 году дебютировал за главную сборную Индонезии.

## Достижения
Сборная Индонезии (до 15 лет)
- Третье место чемпионата АСЕАН среди игроков до 15 лет: 2019